# Вейнгольд, Александр Викторович
Александр Викторович Вейнгольд (10 октября 1953, Taпa Эстонской ССР) — эстонский шахматист и философ.
Международный мастер по шахматам (1983), заслуженный тренер ЭССР (1988), доктор философских наук (2005).

## Биография
В 1971 году окончил таллинскую 15 среднюю школу с математическим уклоном, в 1976 году — физико-химический факультет Тартуского университета по специальности «Теоретическая физика», в 2005 году защитил в Таллинском университете докторскую диссертацию «Прагмадиалектика шахматной игры: основные особенности соотношения формально- и информально-логических эвристик аргументационного дискурса в шахматах».
Чемпион (1983) и неоднократный призёр первенств Эстонии по шахматам, в составе сборной Эстонии пять раз участвовал в шахматных Олимпиадах. Победитель многих международных шахматных турниров, чемпион Эстонии (2006), Финляндии (2007, 2011, 2012) и Португалии (2008) по шахматам в командном зачёте.
В 1981 году был тренером-секундантом чемпионки мира Майи Чибурданидзе во время матча за звание чемпионки мира по шахматам Чибурданидзе — Александрия.
C 1989 года — тренер-преподаватель высшей категории СССР.
В 1998—2002 годах был членом комиссий ФИДЕ «Шахматы в школах», и «Комиссии по развитию», в 2002 году опубликовал «Меморандум о введении шахмат в систему общего обязательного образования», в котором, в частности, призывал шахматный мир преодолеть многолетний перекос в сторону спортивного фундаментализма.
На протяжении многих лет Вейнгольд подчеркивал глубокую взаимосвязь философии и шахмат как игр для разума.
Создатель современной аксиоматизированной философии, аристотелианец.
Расширил философский тезаурус понятиями «аксиоматизирующий анализ», «инкорпорирующий объект», «интерактивная модель»; актуализовал термин «аксиоматизированная философия».

## Изменения рейтинга
| Графики недоступны из-за технических проблем. См. информацию на Фабрикаторе и на mediawiki.org. |